# Sullivan Peaks
I Sullivan Peaks sono una coppia di picchi montuosi antartici, alti oltre 1.400 m, situati su uno sperone roccioso che si stacca dal Pierce Peak al bordo settentrionale della Mackin Table, nel Patuxent Range dei Monti Pensacola, in Antartide. 
I picchi sono stati mappati dall'United States Geological Survey (USGS) sulla base di rilevazioni e foto aeree scattate dalla U.S. Navy nel periodo 1956-66.
La denominazione è stata assegnata dall'Advisory Committee on Antarctic Names (US-ACAN), in onore di Ronald C. Sullivan, luogotenente della U.S. Navy, ufficiale responsabile della Base Amundsen-Scott durante l'inverno del 1967.